# Soundgarden
I Soundgarden sono stati un gruppo musicale rock statunitense. Provenienti da Seattle, sono considerati una delle band più rappresentative della scena grunge.

## La storia del gruppo

### Gli inizi con Sub Pop, C/Z ed SST (1984-1988)
I Soundgarden nascono nel 1984 a Seattle, su iniziativa del cantante e batterista Chris Cornell e del bassista Hiro Yamamoto, già insieme nei The Shemps. A loro si uniscono il chitarrista Kim Thayil e il batterista Scott Sundquist, ingaggiato affinché Cornell possa concentrarsi sul canto. Il nome della band si ispira all'opera A Sound Garden, installazione sonora dell'artista Douglas Hollis al NOAA Western Regional Center di Seattle.

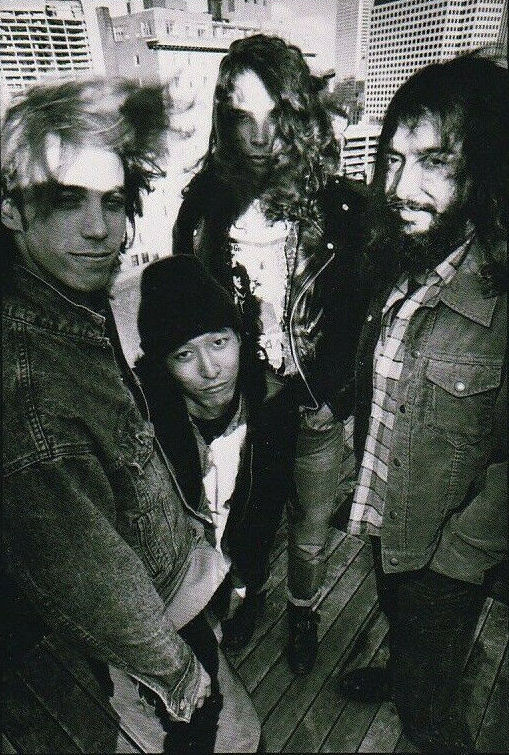
I Soundgarden in una foto promozionale. Seattle, 1987. Foto di Charles Peterson

Come ricorda Cornell, la città che sarebbe poi divenuta celebre in tutto il mondo come capitale del grunge, all'epoca era tutt'altro che glamour:
Nel 1986 subentra in pianta stabile Matt Cameron, già batterista nei Bam Bam e negli Skin Yard.
Susan Silver, compagna di Cornell, diviene la manager del gruppo. Il gruppo entra a far parte delle compilation Phyrric Victory e Deep Six della C/Z Records, con altre band della scena cittadina quali Melvins, The U-Men, Green River. Segue la partecipazione alla compilation Sub Pop 200 e la pubblicazione del primo singolo Hunted Down/Nothing to Say (Sub Pop, 1986), seguito dagli EP Screaming Life (Sub Pop, 1987) e Fopp (Sub Pop, 1988) registrato al Moore Theatre di Seattle.
In questi anni, la band diviene una presenza di primo piano sulla scena locale, suscitando interesse e stima da parte di pubblico e addetti ai lavori, sia per l'impatto sonoro che visivo. Bruce Pavitt, fondatore della Sub Pop Records, affermò che la band costituiva 'un nuovo paradigma' e così li ricorda:
(Eric Johnson, tour manager)
(Tad Doyle, Tad)
Dal punto di vista del suono, la band trae ispirazione dagli ascolti più disparati, dai Velvet Underground ai Meat Puppets, dai Butthole Surfers ai Gang of Four, nonché dal confronto con le altre band della scena locale, quali Green River e Melvins.
(Kim Thayil)
(Chris Cornell)
Con Ultramega OK (SST Records, 1989), registrato in parte a Seattle e in parte a Newberg, la band ottiene buone vendite e l'attenzione della rivista Rolling Stone, che la inserisce tra quelle più promettenti del periodo, nell'articolo Rolling Stone on Campus. Axl Rose, cantante dei Guns'n'Roses, cita il disco come uno dei suoi preferiti dell'anno. Nonostante il gruppo ribadisca attitudini e ascolti non strettamente riconducibili al metal, nel 1990 i Soundgarden ottengono una nomination ai Grammy Awards nella categoria gruppi hard rock/heavy metal.

### L'epoca A&M e il successo conSuperunknown(1989-1994)
Louder Than Love (A&M, 1989) segna il passaggio della band alla major A&M, e ne conferma lo status di band stimata e amata da pubblico e addetti ai lavori. Del brano Big Dumb Sex, parodia del machismo rock'n'roll, i Guns'n'Roses faranno una cover inserita nel loro album The Spaghetti Incident? (1993). Kirk Hammett, chitarrista dei Metallica e fan della prima ora, si dirà impressionato dalla potenza dell'album, e rivelerà a Classic Rock di stare cercando di catturare quell'attitudine durante la composizione del brano Enter Sandman.
Il gruppo ottiene un buon piazzamento in classifica e ottime recensioni e intensifica l'attività live, sia negli USA che in Europa. A testimoniare il tour c'è un home video, Louder Than Live. Hiro Yamamoto lascia il gruppo e viene rimpiazzato prima da Jason Everman poi, in pianta stabile, da Ben Shepherd.
(Ben Shepherd)
(Tad Doyle, TAD)
Badmotorfinger (A&M, 1991), il cui titolo è un gioco di parole tra Badmotorscooter di Ronnie Montrose, Motörhead e Badfinger, ottiene ottimi riscontri di critica e vendite, trainato dai singoli Outshined, Rusty Cage e Jesus Christ Pose, il cui video crea qualche problema ad MTV:
(Kim Thayil)
(Kim Thayil)

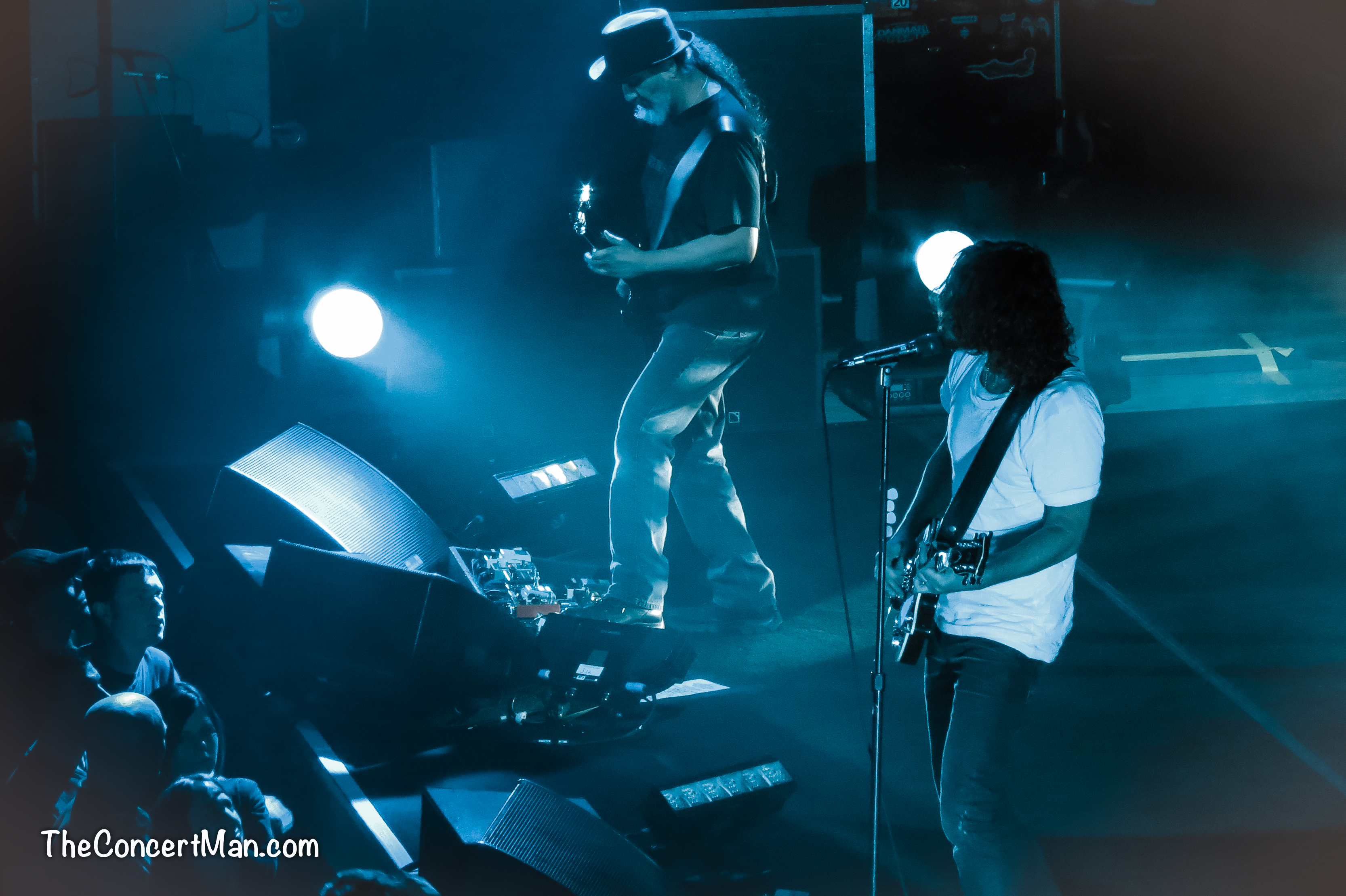
Kim Thayil e Chris Cornell, 2013. Autore Matthew Straubmuller

La band parte come supporter dei Guns N' Roses per il tour di Use Your Illusion, esperienza non esaltante data la differenza di abitudini.
Nello stesso periodo, parte della band è impegnata nel progetto Temple of The Dog (1991) in memoria di Andrew Wood, cantante dei Mother Love Bone nonché amico e coinquilino di Cornell, morto per overdose nel marzo 1990. Da una idea di Cornell, insieme a Matt Cameron e agli ex compagni di Wood, Stone Gossard e Jeff Ament, cui si unirà Mike Mc Cready, il supergruppo registra l'omonimo album.
Nel 1992 i Soundgarden partecipano al Lollapalooza Festival. Nello stesso anno escono una edizione limitata di Badmotorfinger con l'EP Satanoscillatemymetallicsonatas e il secondo home video Motorvision.
Nello stesso anno la band è nel film Singles - L'amore è un gioco, con una performance dal vivo di Birth Ritual. Nella colonna sonora compare quello che poi diverrà il singolo Spoonman, e Cornell appare in una scena come amico del protagonista Cliff Poncier (Matt Dillon).
La band non si è mai dichiarata politicamente impegnata o militante,  tuttavia negli anni aderisce ad alcune iniziative di sensibilizzazione sulla violenza contro le donne (Mia Zapata benefit/Home Alive, in seguito allo stupro e all'assassinio di Mia Zapata, cantante della band The Gits) e sul diritto all'aborto (Rock for Choice, serie di concerti organizzati dalle L7). Nonostante l'impatto musicale e di immagine, la band sembra voler tentare un superamento dei cliché macho-sessisti del rock'n'roll:
(Kim Thayil, Soundgarden)
(Chris Cornell)
Superunknown, (A&M, 1994) che debutta direttamente al numero 1 della classifica di Billboard Top 200, è la consacrazione pop e il maggiore successo commerciale del gruppo. È l'occasione di piena affermazione per la band, veterana della scena di Seattle, dopo l'esplosione pop dei Nirvana con Nevermind e dei Pearl Jam con Ten, entrambi del 1991:
Il singolo Black Hole Sun diviene una delle canzoni più rappresentative del decennio, grazie anche al video che vince l'MTV Video Music Award come Miglior video metal/hard rock del 1994.
(Chris Cornell)
(Chris Cornell)
Nel 1995 l'album vince due Grammy Awards, Miglior Performance Hard Rock per Black Hole Sun e Miglior Performance Metal per Spoonman, e diviene 5 volte disco di platino. Il successo ottenuto da Superunknown coincide con un periodo molto difficile per la band.
(Kim Thayil)
(Susan Silver)

### Crisi e scioglimento (1996-7), reunion (2010) e morte di Chris Cornell (2017)
Down on the Upside (A&M, 1996), trainato dai singoli Pretty Noose, Burden in My Hand e Blow Up the Outside World raggiunge la posizione numero 2 della Billboard Top 200 e la 7 nella UK Album Chart. Nonostante la buona accoglienza, l'album non bissa il successo di critica e di pubblico del precedente. Dopo una tournée segnata da malumori e incidenti tecnici, nell'aprile la band annuncia ufficialmente lo scioglimento tramite un comunicato della casa discografica.
In seguito, sia Cornell che Sheperd parleranno dello scioglimento come provocato da fattori estranei alla musica, ai meccanismi esterni ai dischi e ai concerti, che divennero pesanti da gestire per la band.
Chris Cornell pubblica tre album come solista (Euphoria Morning, Carry On e Scream) e diventa il cantante degli Audioslave, band formata dai membri dei Rage Against The Machine. Matt Cameron lavora con i Pearl Jam al tour di Yield, per poi entrare in piante stabile nella band.
Il 1º gennaio 2010, i Soundgarden annunciano ufficialmente la reunion:
Il 16 aprile 2010 la band si esibisce allo Showbox di Seattle presentandosi come Nudedragons, anagramma di Soundgarden. In agosto si esibiscono a Chicago durante il Lollapalooza. Nel 2012 tornano in Italia dopo sedici anni, annunciano la pubblicazione di un nuovo brano, Live to Rise, parte della colonna sonora al film The Avengers, prendono parte al Late Show di David Letterman il 12 novembre, data di uscita del nuovo album, King Animal.
Il 26 ottobre 2014, la band, tramite il canale YouTube ufficiale, condivide lo streaming di un brano inedito, Storm.
Nella notte tra il 17 e il 18 maggio 2017 il cantante Chris Cornell si toglie la vita dopo un concerto a Detroit. Dopo la morte di Cornell, i restanti membri del gruppo sciolgono la band e annullano la tournée. Si ritroveranno per suonare insieme al concerto tributo a Cornell, I Am The Highway (The Forum, Inglewood, California, gennaio 2019), in occasione del quale si esibiscono in una versione di Black Hole Sun con ospiti Peter Frampton e la cantante Brandi Carlile.

### Eredità dei Soundgarden
I Soundgarden hanno influenzato, sia dal punto di vista della musica che dell'attitudine, molte band sia coeve, come Alice in Chains e Nirvana, che successive, come Deftones, Tool, Queens of the Stone Age, Between the Buried and Me, The Dillinger Escape Plan:
(Chris Cornell)

## Formazione

### Ultima
- Chris Cornell - voce e chitarra (1984-1997, 2010-2017)
- Kim Thayil - chitarra (1984-1997, 2010-2017)
- Ben Shepherd - basso (1990-1997, 2010-2017)
- Matt Cameron - batteria, cori, percussioni (1986-1997, 2010-2017)

### Ex componenti
- Scott Sundquist - batteria (1984-1986)
- Hiro Yamamoto - basso (1984-1989)
- Jason Everman - basso (1989-1990)

## Discografia

### Album in studio
- 1988 – Ultramega OK
- 1989 – Louder Than Love
- 1991 – Badmotorfinger
- 1994 – Superunknown
- 1996 – Down on the Upside
- 2012 – King Animal

### Album dal vivo
- 2011 – Live on I-5

### EP
- 1987 – Screaming Life
- 1988 – Fopp
- 1992 – SatanOscillateMyMetallicSonatas
- 1995 – Songs from the Superunknown
- 2011 – Before the Doors: Live on I-5 Soundcheck
- 2013 – King Animal Demos

### Home video
- 1990 – Louder Than Live
- 1992 – Motorvision

### Raccolte
- 1985 – Deep Six (artisti vari)
- 1990 – Screaming Life/Fopp
- 1997 – A-Sides
- 2010 – Telephantasm
- 2012 – The Classic Album Selection
- 2016 - Badmotorfinger (25th Anniversary Deluxe Edition)

### Singoli
- 1987 – Hunted Down
- 1989 – Flower
- 1989 – Loud Love
- 1990 – Hands All Over
- 1990 – Room a Thousand Years Wide
- 1991 – Jesus Christ Pose
- 1991 – Outshined
- 1992 – Rusty Cage
- 1994 – Spoonman
- 1994 – The Day I Tried to Live
- 1994 – Black Hole Sun
- 1994 – My Wave
- 1995 – Fell on Black Days
- 1996 – Pretty Noose
- 1996 – Burden in My Hand
- 1996 – Blow Up the Outside World
- 1997 – Ty Cobb
- 1997 – Bleed Together
- 2010 – Black Rain
- 2010 – The Telephantasm
- 2012 – Live to Rise
- 2012 – Been Away Too Long
- 2013 – By Crooked Steps

### Bootleg
- 2000 – Fresh Deadly Rarities

### Apparizioni su compilation
- 1984 – Sub Pop 200